# Людина-павук. Щоденник супергероя
«Людина-павук. Щоденник супергероя» (англ. Ultimate Spider-Man, досл. укр. Досконалий Людина-павук) — американський супергеройський анімаційний телесеріал, створений на основі коміксів про Людину-павука від Marvel Comics. Написаний Браяном Майклом Бендісом (також сценарист однойменного коміксу), Полом Діні та командою Man of Action (Стівен Т. Сіґл, Джо Келлі, Джо Кейсі й Дункан Равлоу). Налічується чотири сезони по 26 епізодів. Третій сезон має підзаголовок «Павутинні воїни», а четвертий — «проти Зловісної шістки».
Анімаційний проєкт відрізняється від попередніх про Людину-павука великою кількістю гумору та випадків ламання четвертої стіни (головний герой часто звертається до глядачів, коментуючи ситуацію). Також у «Щоденнику супергероя» Пітер Паркер рідко геройствує наодинці, натомість кооперуючи з іншими персонажами всесвіту Marvel.
Мультсеріал дебютував на Disney XD 1 квітня 2012 року як частина блоку Marvel Universe. Двосерійний фінал був випущений 7 січня 2017 року. В Україні перший сезон спершу транслювався на Disney Channel Ukraine, а далі у програмних блоках Disney на каналах 1+1 та ПлюсПлюс. Дубльований українською студією LeDoyen. Наступні сезони не демонструвалися.

## Синопсис
Пітер Паркер вже рік є Людиною-павуком. Він рятує життя і бореться із суперлиходіями, але все ще знаходиться в процесі навчання. Одного дня Нік Ф'юрі приходить до Пітера і пропонує йому можливість тренуватися, щоб стати справжнім супергероєм, «Досконалим Людиною-павуком». Для цього він спершу повинен співпрацювати із командою молодих супергероїв, що складається із Нови, Білої тигриці, Залізного кулака і Силача.

## Актори і персонажі
| Актор              | Роль |
| ------------------ | --- |
| Дрейк Белл         | Людина-павук / Пітер Паркер                                                                                                  |
| Ді Бредлі Бейкер   | Ящер / Курт Коннорс, Піщана людина, Карнідж, воїн Чітаурі, Веном (сезон 3), Король Вендиго, Зззакс                           |
| Оуджі Бенкс        | Силач / Люк Кейдж, Майлз Моралес / Кід Арахнід (сезон 4)                                                                     |
| Ерік Бауза         | Залізний павук / Амадей Чо, Рій, Аркада, Скорпіон                                                                            |
| Ґреґ Сайпс         | Залізний кулак / Денні Ренд                                                                                                  |
| Кларк Грегг        | Філ Колсон |
| Том Кенні          | Доктор Восьминіг / Отто Октавіус, Чаклун, Курт Коннорс (сезон 1), Стерв'ятник, Вихор, солдати Овена, Октобот, Мерлін         |
| Метт Лантер        | Гаррі Озборн / Патріот, Флеш Томпсон / Агент Веном, Кло, Веном (головні носії), Анти-Веном                                   |
| Місті Лі           | Тітка Мей, Дівчина-білка, Салемська відьма                                                                                   |
| Кейтлін Тейлор Лав | Біла тигриця / Ава Аяла |
| Чи Макбрайд        | Нік Ф'юрі, солдати Тельця, Громовик                                                                                          |
| Логан Міллер       | Нова / Сем Александер, Флеш Томпсон (юний)                                                                                   |
| Скотт Портер       | Багряний павук / Бен Рейлі, синтезоїди Багряного павука                                                                      |
| Дж. К. Сіммонс     | Джей Джона Джеймсон |
| Тара Стронг        | Мері Джейн Вотсон / Жінка-павук, Тундра, Сенді, Королева Карнідж                                                             |
| Стівен Вебер       | Норман Озборн / Зелений гоблін / Залізний патріот / Король гоблінів, Ловець, Веном (сезони 1 і 2), Досконалий Зелений гоблін |
| Стен Лі            | прибиральник Стен (камео в різних епізодах)                                                                                  |

## Український дубляж
Перший сезон мультсеріалу дубльований українською мовою студією LeDoyen на замовлення Disney Character Voices International у 2012 році.
Дубляж має деякі специфічні переклади імен персонажів та інших власних назв. До прикладу, Нік Ф'юрі зветься «Лютим», Доктор Дум — «Доктором Смертю», Флеш Томпсон — «Блискавкою», Нова — «Змійко» тощо.

### Ролі дублювали
- Людина-Павук / Пітер Паркер, Мозок, Шлунок, Професор — Андрій Соболєв
- Нік Лютий — Микола Боклан
- Залізний кулак / Денні — Павло Скороходько
- Люк Кейдж — Роман Чорний
- Біла тигриця / Ава — Оксана Поліщук
- Нова / Сем — Володимир Канівець
- Доктор Отто Октавіус, Халк (серія 7, 17, 19), Міні Халк (серія 19) — Андрій Твердак
- Норман Озборн — Михайло Войчук
- Мері Джейн Вотсон — Юлія Перенчук
- Джона Джей Джеймсон, Отрута (серія 4), Ейтрі (серія 10), Труток (серії 11, 25, 26), Скорпіон (серія 15) — Олександр Ігнатуша
- Тітка Мей — Олена Бліннікова
- Гаррі — Володимир Остапчук
- Флеш Томпсон — Кирило Андрєєв
- Грима — Катерина Буцька
- Чаклун — Валерій Легін
- Тоні Старк — Олег Лепенець
- Агент Філ, Громокуля (серія 18) — Михайло Кришталь
- Курт Коннорс (серія 2, 13, 22, 26), Доктор Дивас (Стрендж) (серія 12) — Петро Сова
- Смерть (серія 3, 23), Паркс (серія 5), Шаблезуб (серія 6), Кочумарик (серія 12), Джаґер (серія 14), Скурдж (серія 20) — Олександр Бондаренко
- Вчитель (серія 6) — Микола Карцев
- Мезмеро (серія 6), Батрок (серія 10) — Роман Чупіс
- Росомаха (серія 6, 16) — Юрій Ребрик

Прибиральник (серія 7, 18) — Сергій Солопай
- Кур'єр (серія 7), Ловець (серія 16, 21), Брухтоносець (серія 18) — Дмитро Сова
- Локі (1 сезон, серії 10, 20) — Дмитро Терещук
- Тор (серія 10, 20) — Дмитро Гаврилов
- Бен (серія 12) — Анатолій Пашнін
- Жін. Комп 1 (серія 15) — Олена Борозинець
- Самсон (серія 16), Бульдозер (серія 18) — В'ячеслав Дудко
- Сенді (серія 17) — Андрій Гайдай
- Флінт (серія 17) — Олексій Череватенко
- Мак (серія 18) — Олександр Шевчук
- Капітан Америка (серія 23) — Дмитро Лінартович

### А також
Андрій Мостренко

## Епізоди
| Сезон | Епізоди | Епізоди | Оригінальний показ | Оригінальний показ |
| Сезон | Епізоди | Епізоди | Перший показ       | Останній показ     |
| ----- | ------- | ------- | ------------------ | ------------------ |
| 1     | 26      | 26      | 1 квітня 2012      | 28 жовтня 2012     |
| 2     | 26      | 26      | 21 січня 2013      | 10 листопада 2013  |
| 3     | 26      | 26      | 6 липня 2014       | 24 жовтня 2015     |
| 4     | 26      | 26      | 21 лютого 2016     | 7 січня 2017       |

## Виробництво
Проєкт був анонсований на конференції MIPTV у квітні 2010 року. Першочергово вихід планувався восени 2011 року на Disney XD, але згодом його перенесли на початок наступного року. У квітні 2011 року були показані перші промо-матеріали, в липні ж Дрейк Белл був оголошений актором озвучення головного героя, Людини-павука. Лиходії Живий лазер, Веном і Доктор Дум з'явилися у трейлері, показаному на San Diego Comic-Con 2011. Перший офіційний трейлер вийшов у березні 2012 року.
Серіал адаптує події коміксу Ultimate Spider-Man за авторством письменника Браяна Майкла Бендіса. Бендіс і Пол Діні виступили сценаристами та продюсерами шоу. Man of Action (група, що складається із Стівена Т. Сіґла, Джо Келлі, Джо Кейсі та Дункана Равлоу), творці мультсеріалів «Бен 10» та «Генератор Рекс», виконували роль наглядових продюсерів. Для першого сезону було замовлено 26 епізодів. За словами Пола Діні, у серіалі показаний «перевизначений» Пітер Паркер, на ряду з частими запрошеними зірками, вільно заснованих на коміксах Бендіса та оригінальними сценаріями, як-от походження деяких героїв та лиходіїв. Актор Дж. К. Сіммонс у мультсеріалі повторив роль Джей Джона Джеймсона з кінотрилогії «Людина-павук» Сема Реймі. Натомість Кларк Грегг озвучив агента Філа Колсона, чию роль він виконував у кіновсесвіті Marvel. Серед відомих акторів озвучення — Адріан Пасдар у ролі Залізної людини (раніше озвучував героя у серії Marvel Anime) та Кевін Майкл Річардсон, який озвучує Роббі Робертсона та Бульдозера. Упродовж серіалу з'являється і Стен Лі в якості прибиральника школи, де вчиться Пітер та його друзі.
Джеф Леб був задоволений першим сезоном та його адаптацією становлення Зеленого гобліна, тож згодом розпочалося виробництво другого сезону. У ньому з'явилися кілька класичних лиходіїв Людини-павука — Ящер, Електро, Носоріг та Крейвен-мисливець, що разом із Доктором Восьминогом і Жуком об'єдналися як Зловісна шістка.
Disney XD і Marvel офіційно анонсували третій сезон 20 липня 2013 року на San Diego Comic-Con. Він отримав назву Ultimate Spider-Man: Web-Warriors (укр. Досконалий Людина-павук: Павутинні воїни) та містить сумісну пригоду Людини-павука і Месників (у рамках кросоверу з «Месниками: Загальний збір»), а також представляє нових персонажів — Плащ і Кинджал, Амадея Чо, Ка-Зара й Агента Венома. У рамках третього сезону відбулася адаптація комікс-події «Spider-Verse», тоді Людина-павук зустрів своїх двійників з альтернативних всесвітів. Ними виступили Людина-павук 2099, Дівчина-павук, Людина-павук (Noir), Свин-павук, Лицар-павук та Кід Арахнід. Разом вони об'єдналися задля боротьби з Досконалим Зеленим гобліном.
Четвертий сезон має назву Ultimate Spider-Man vs. the Sinister 6 (укр. Досконалий Людина-павук проти Зловісної шістки). У ньому Доктор Восьминіг і нова версія Зловісної шістки вкладає союз із Гідрою. Також історія представляє захоплення Нью-Йорку Карніджем та ненадовго повертається до мультивсесвіту, зокрема з появою Ґвен-павук.

### Рекламна кампанія
Вечірки з нагоди виходу пілотного епізоду відбулися 31 березня 2012 року у Нью-Йорку та Лос-Анджелесі. На вечірку у мангеттенському магазині коміксів Midtown Comics Downtown завітали Джо Кесада, сценаристи й продюсери Джо Келлі та Кріс Еліополос (що також написав перший випуск коміксу-відгалуження до мультсеріалу). Натомість Meltdown Comics у Лос-Анджелесі відвідали Джеф Леб, Дункан Равлоу, Стівен Т. Сіґл, актори озвучення Кларк Грегг і Місті Лі, а також Пол Діні, сценарист пілотної серії.
Серія спін-оф-коміксів Ultimate Spider-Man Adventures з'явилася у продажі 25 квітня 2012 року. Будучи продовжуваною серією, була опублікована разом з The Avengers: Earth's Mightiest Heroes Adventures. Написана Деном Слоттом і Таєм Темплтоном, Нуно Платі ж виступив художником. У 2015 році Marvel створили серію цифрових коміксів Ultimate Spider-Man, доступних для перегляду на сайті Marvel Kids. Британське відділення Panini Comics створили 11 випусків Ultimate Spider-Man Magazine!, події яких суміжні з третім сезоном мультсеріалу, «Павутинними воїнами». У рамках кросоверної історії 2014 року «Spider-Verse» версія Людини-павука з усесвіту «Щоденника супергероя» об'єднується зі своїм товаришем Землі-616 та іншими численними альтернативними Павуками для боротьби зі Спадкоємцями.

### Творча команда
- Браян Майкл Бендіс — сценарист, продюсер і креативний продюсер[19]
- Дана Бутон — наглядовий продюсер[19]
- Ден Баклі — виконавчий продюсер[19]
- Джо Кейсі — сценарист, наглядовий продюсер[19]
- Пол Діні — сценарист, продюсер, креативний консультант[19]
- Алан Файн — виконавчий продюсер[19]
- Генрі Ґілрой — наглядовий продюсер
- Джо Келлі — сценарист, наглядовий продюсер
- Корт Лейн — виконавчий співпродюсер, наглядовий продюсер[19]
- Стен Лі — виконавчий співпродюсер[19][64]
- Джеф Леб — виконавчий продюсер
- Ліен Мороу — лінійний продюсер
- Ерік Радомскі — виконавчий співпродюсер[19]
- Дункан Равлоу — сценарист, наглядовий продюсер
- Стівен Т. Сіґл — сценарист, наглядовий продюсер[87]
- Євген Сон — редактор сценарію
- Алекс Сото — наглядовий режисер
- Коллет Сандерман — режисер кастингу й озвучення[87]
- Гаррісон Вілкокс — асоційований продюсер

## Реліз
Прем'єра відбулася 1 квітня 2012 року на Disney XD у Сполучених Штатах, наступного дня пілотний епізод став доступний для перегляду на Xbox Live і PlayStation Store. У Канаді серіал уперше демонструвався 22 червня того ж року в ефірі Teletoon. У Великій Британії та Ірландії проєкт дебютував на Disney UK and Ireland 31 травня 2013 року.

### В Україні
Прем'єра українською відбулася 1 липня 2012 року на Disney Channel Ukraine. На ньому були продемонстровані перші 15 серій, після чого канал закрився 1 січня 2013 року. У травні епізоди першого сезону, включаючи наступні, виходили по вихідних на 1+1. З 28 вересня ці ж серії також транслювалися на ПлюсПлюс у рамках блоку Disney Channel.

## Сприйняття
«Людина-павук. Щоденник супергероя» отримав неоднозначні відгуки. Середній бал схвалення на агрегаторі оцінок Rotten Tomatoes складає 78 %.
Браян Ловрі з Variety розкритикував серіал, припустивши, що вихідний матеріал «просочився через фільтр юнацьких швидкозапальних жартів „Сім'янина“» і назвавши шоу «резонансною осічкою», яка «не віщує спроби Marvel розширити лінію прихильності дітей, не принижуючи свої повноваження, які багато дорослих знають і люблять».
Ерік Ґолдман із IGN дав оцінку 6/10 пілотному епізоду.
Девід Сімс із The A.V. Club оцінив пілотний епізод балом «С», написавши, що перший епізод «відчувається досить кульгавим і поверховим, намагаючись відволіктися від того, наскільки це принципово м'яко». Сімс згодом дав оцінку «С+» епізоду «Доктор Смерть» і «В+» епізоду «Чорний клон». Олівер Сава, інший рецензент The A.V. Club, дав епізоду «Отрута» «B», заявивши, що назву шоу слід змінити на Synergy Spider-Man, тому що воно виходить за рамки хронології фільмів чи коміксів Ultimate, щоб створити точку входу для юних глядачів у основну лінію Marvel. Згодом Сава дав епізоду «Екскурсія» «A-».
Емілі Ешбі з Common Sense Media дала шоу 4 зірки із 5, відзначивши велику кількість екшну й гумору та вважаючи, що уроки, які Паркер засвоює про зростання і відповідальність під керівництвом своїх наставника та друзів принаймні справить на молодих глядачів тривалі враження.

### Номінації і нагороди
| Рік  | Нагорода                          | Категорія                                                                                    | Номінант(-и) | Результат |
| ---- | --------------------------------- | -------------------------------------------------------------------------------------------- | --- | --------- |
| 2013 | Behind the Voice Actors Awards    | Найкраще чоловіче вокальне виконання другорядної ролі у телесеріалі – Екшн/Драма             | Том Кенні (у ролі Доктора Восьминога) | Номінація |
| 2013 | Behind the Voice Actors Awards    | Найкраще жіноче вокальне виконання другорядної ролі у телесеріалі – Екшн/Драма               | Тара Стронг (у ролі Жінки-павука / Мері Джейн Вотсон) | Номінація |
| 2014 | Behind the Voice Actors Awards    | Найкраще жіноче вокальне виконання ведучої ролі у телесеріалі – Екшн/Драма                   | Кейтлін Тейлор Лав (у ролі Білої тигриці / Ави Аяли) | Номінація |
| 2015 | Behind the Voice Actors Awards    | Найкраще чоловіче вокальне виконання допоміжної ролі у телесеріалі – Екшн/Драма              | Том Кенні (у ролі Стерв'ятника / Едріана Тумса) | Номінація |
| 2015 | Behind the Voice Actors Awards    | Найкраще жіноче вокальне виконання допоміжної ролі у телесеріалі – Екшн/Драма                | Ешлі Екштейн (у ролі Кинджал / Тенді Бовен) | Номінація |
| 2015 | Behind the Voice Actors Awards    | Найкраще чоловіче вокальне виконання гостьової ролі у телесеріалі – Екшн/Драма               | JB Blanc (у ролі Тітуса) | Номінація |
| 2015 | Motion Picture Sound Editors, USA | Найкраща робота зі звуком — звукові ефекти, шумові ефекти, діалоги й анімація на телебаченні | Майк Драґі (наглядовий звуковий редактор), Ґреґ Рубін (звуковий дизайнер), Маркос Абром (звуковий дизайнер), Месік Моліш (наглядовий редактор шумових ефектів), Джон Бренґмен (наглядовий редактор діалогів та анімації), Месік Краковка (художник шумових ефектів), Томаз Дакзта (художник шумових ефектів), Джесс Аруда (редактор звукових ефектів) (за епізод «Павучі світи: Частина 1») | Номінація |
| 2016 | Behind the Voice Actors Awards    | Найкраще жіноче вокальне виконання допоміжної ролі у телесеріалі – Екшн/Драма                | Олівія Голт (у ролі Дівчини-павука / Петри Паркер) | Номінація |
| 2016 | Motion Picture Sound Editors, USA | Найкраща робота зі звуком — звукові ефекти, шумові ефекти, діалоги й анімація на телебаченні | Майк Драґі (наглядовий звуковий редактор), Джон Бренґмен (наглядовий редактор діалогів), Месік Моліш (наглядовий редактор шумових ефектів), Джесс Аруда (звуковий дизайнер), Маркос Абром (звуковий дизайнер), Месік Краковка (художник шумових ефектів), Майкл Емтер (редактор звукових ефектів), Ден Неґован (редактор музики) (за епізод «Битва чемпіонів: Частина 4»)                   | Номінація |